# Коефіцієнт (математика)
Коефіцієнт — це мультиплікативний множник у математиці, який застосовується до певного члена полінома, ряду або будь-якого іншого типу виразу. Це може бути безрозмірна величина, і в цьому випадку вона називається числовим множником. Це також може бути константа з одиницями вимірювання, в цьому випадку вона називається постійним множником. Загалом, коефіцієнти можуть бути будь-якими виразами (включаючи такі змінні, як a, b і c). У випадку, коли комбінація змінних і констант не бере участь у добутку, її можуть називати параметром. Наприклад, поліном {\displaystyle 2x^{2}-x+3} має коефіцієнти 2, −1 і 3; також степені змінної {\displaystyle x} в поліномі {\displaystyle ax^{2}+bx+c} мають коефіцієнтні параметри {\displaystyle a}, {\displaystyle b}, і {\displaystyle c}.
Постійний коефіцієнт, також відомий як постійний член або просто константа, — це величина, неявно приєднана до нульового степеня змінної або не приєднана до інших змінних у виразі; наприклад, постійними коефіцієнтами у наведених вище виразах є число 3 і параметр c, представлені виразами 3 = 3 ⋅ x0 та c = c ⋅ x0. Коефіцієнт, приєднаний до найвищого степеня змінної полінома однієї змінної, називається головним коефіцієнтом. Наприклад, у наведених вище прикладах головними коефіцієнтами є 2 і a відповідно.
Диференціальні рівняння часто можна записати в термінах поліномів однієї чи кількох невідомих функцій та їх похідних. У таких випадках коефіцієнти диференціального рівняння є коефіцієнтами цього полінома, і вони можуть бути непостійними функціями. Коефіцієнт є постійним коефіцієнтом, якщо він є сталою функцією. Щоб уникнути плутанини, у цьому контексті коефіцієнт, який не пов'язаний з невідомими функціями або їх похідними, зазвичай називають постійним членом, а не постійним коефіцієнтом. Зокрема, у лінійному диференціальному рівнянні з постійним коефіцієнтом постійний член, як правило, не вважається постійною функцією.

## Термінологія та визначення
Коефіцієнт — це мультиплікативний множник у математиці, який застосовується до певного члена полінома, ряду або будь-якого іншого типу виразу. Наприклад, у поліномі {\displaystyle 7x^{2}-3xy+1{,}5+y,}зі змінними {\displaystyle x} і {\displaystyle y}, перші два доданки мають коефіцієнти 7 і -3. Третій доданок 1,5 є постійним коефіцієнтом. В останньому доданку виразу коефіцієнт дорівнює 1 і не вказується явно.
У багатьох випадках коефіцієнти є числами (як у попередньому прикладі), хоча вони можуть бути параметрами проблеми або будь-яким виразом у цих параметрах. У цьому випадку необхідно чітко розрізняти символи, що представляють змінні, і символи, що представляють параметри. Після популяризації Рене Декартом, змінні часто (але не завжди) позначають x, y ,…, а параметри a, b, c, …. Наприклад, якщо y вважати параметром у наведеному вище виразі, тоді коефіцієнт при x буде −3y, а постійний коефіцієнт (по відношенню до x) буде 1,5 + y.
Коли пишуть {\displaystyle ax^{2}+bx+c,}зазвичай мають на увазі, що x є єдиною змінною, а a, b і c є параметрами; тобто постійний коефіцієнт у цьому випадку дорівнює c.
Будь-який поліном однієї змінної x можна записати як {\displaystyle a_{k}x^{k}+\dotsb +a_{1}x^{1}+a_{0}}для деякого цілого невід'ємного числа {\displaystyle k}, де {\displaystyle a_{k},\dotsc ,a_{1},a_{0}} є коефіцієнтами. Сюди входить можливість того, що деякі вирази мають коефіцієнт 0; наприклад, в виразі {\displaystyle x^{3}-2x+1}, коефіцієнт {\displaystyle x^{2}} дорівнює 0, а вираз {\displaystyle 0x^{2}} не відображається явно. Для найбільшого {\displaystyle i}, такого, що {\displaystyle a_{i}\neq 0} (якщо таке {\displaystyle i} існує), {\displaystyle a_{i}} називається старшим коефіцієнтом полінома. Наприклад, старшим коефіцієнт полінома {\displaystyle 4x^{5}+x^{3}+2x^{2}}є 4. Це можна узагальнити на поліноми багатьох змінних з урахуванням мономіального порядоку, див. основа Гребнера.

## Лінійна алгебра
У лінійній алгебрі система лінійних рівнянь часто представляється її матрицею коефіцієнтів. Наприклад, системі рівнянь {\displaystyle {\begin{cases}2x+3y=0\\5x-4y=0\end{cases}},}відповідає матриця коефіцієнтів {\displaystyle {\begin{pmatrix}2&3\\5&-4\end{pmatrix}}.} Матриці коефіцієнтів використовуються в таких алгоритмах, як метод Гаусса та метод Крамера, для пошуку розв'язку системи.
Провідний запис (який іноді називають провідним коефіцієнтом[джерело?]) рядка в матриці є першим ненульовим записом у цьому рядку. Так, наприклад, в матриці {\displaystyle {\begin{pmatrix}1&2&0&6\\0&2&9&4\\0&0&0&4\\0&0&0&0\end{pmatrix}},}провідний коефіцієнт першого ряду дорівнює 1; другого ряду — 2; у третього ряду — 4, тоді як останній ряд не має провідного коефіцієнта.
Хоча коефіцієнти часто розглядаються як константи в елементарній алгебрі, вони також можуть розглядатися як змінні, коли контекст розширюється. Наприклад, координати {\displaystyle (x_{1},x_{2},\dotsc ,x_{n})} вектора {\displaystyle v} у векторному просторі з базисом {\displaystyle \lbrace e_{1},e_{2},\dotsc ,e_{n}\rbrace } є коефіцієнтами базисних векторів у виразі {\displaystyle v=x_{1}e_{1}+x_{2}e_{2}+\dotsb +x_{n}e_{n}.}

## Подальше читання
- Sabah Al-hadad and C.H. Scott (1979) College Algebra with Applications, page 42, Winthrop Publishers, Cambridge Massachusetts ISBN 0-87626-140-3.
- Gordon Fuller, Walter L Wilson, Henry C Miller, (1982) College Algebra, 5th edition, page 24, Brooks/Cole Publishing, Monterey California ISBN 0-534-01138-1.